# Gun City
Gun City (La sombra de la ley) è un film del 2018 diretto da Daniel de la Torre.
La pellicola, di produzione franco-spagnola, è stata sceneggiata da Patxi Amezcua ed ha come protagonisti Luis Tosar e Michelle Jenner.

## Trama
Barcellona, 1921: è un periodo di scioperi e di forti tensioni tra anarchici e polizia. Un treno militare viene assalito nella notte e il suo intero carico di armi rubato. La polizia di Barcellona è a caccia dei responsabili e a supporto delle indagini viene inviato da Madrid l'agente Aníbal Uriarte. I poliziotti utilizzano metodi sbrigativi e brutali, omicidio compreso: interrogano il macchinista, sospettato di complicità con i rapinatori, picchiandolo a sangue e alla fine facendolo uccidere da Uriarte dopo averlo portato in aperta campagna.
Nel frattempo in città si svolgono proteste e scioperi di lavoratori e di donne contro il modo in cui sono trattati e la polizia interviene contro di essi con estrema violenza, provocando anche delle vittime. Nel corso di una di queste manifestazioni, Uriarte viene in contatto con Sara, figlia del sindacalista Salvador Ortiz, fautore della non violenza e a capo di uno sciopero operaio a oltranza. L'attenzione si sposta sul losco proprietario di un cabaret-casa di tolleranza, il Barone, sospettato di essere direttamente collegato con la rapina e con cui gli stessi poliziotti incaricati delle indagini sono coinvolti in affari illeciti, in un giro mafioso di corruzione ed estorsioni.
Un attentato compiuto con le armi militari rubate conduce le indagini verso un gruppo di anarchici radicali decisi a ricorrere alla violenza, nonostante il forte parere contrario del sindacalista Salvador Ortiz. L'agente Uriarte, che si scopre essere un agente segreto che opera direttamente agli ordini del Ministro dell'interno, deve quindi destreggiarsi tra intrighi mafiosi, tentativi di depistaggio e numerosi omicidi e sparatorie, fino a stabilire la verità. L'assalto al treno è stato organizzato dallo stesso ministro in combutta con altri politici e militari, al duplice scopo di distrarre l'opinione pubblica dalle pesanti sconfitte subite dall'esercito spagnolo nelle colonie africane e allo stesso tempo di fomentare la tensione tra anarchici e forze dell'ordine per avere il pretesto per un colpo di stato autoritario (poi portato a termine nel 1923 da Primo de Rivera, come rivelato nei titoli di coda).

## Produzione
Playtime annunciò nell'autunno 2017 la co-produzione e vendita internazionale del film, prodotto insieme ai Vaca Films Studio e Atresmedia Cine/La Ley del Plomo e affidato alla regia di Dani de la Torre per un budget di 5 milioni di euro. Fu confermata anche la partecipazione di Luis Tosar e di Michelle Jenner come attori principali.
Il film è stato distribuito sulla piattaforma Netflix il 31 ottobre 2018.

## Riconoscimenti
Il film ha ricevuto sei candidature alla 33ª edizione dei Premi Goya, vincendone tre (miglior fotografia, miglior scenografia e migliori costumi).